# Hurt (Virgínia)
Hurt és una població dels Estats Units a l'estat de Virgínia. Segons el cens del 2000 tenia 1.276 habitants.

## Demografia
Segons el cens del 2000, Hurt tenia 1.276 habitants, 541 habitatges, i 385 famílies. La densitat de població era de 188 habitants per km².
Dels 541 habitatges en un 29,2% hi vivien nens de menys de 18 anys, en un 56,4% hi vivien parelles casades, en un 11,8% dones solteres, i en un 28,7% no eren unitats familiars. En el 24,8% dels habitatges hi vivien persones soles l'11,6% de les quals corresponia a persones de 65 anys o més que vivien soles. El nombre mitjà de persones vivint en cada habitatge era de 2,36 i el nombre mitjà de persones que vivien en cada família era de 2,8.
Per edats la població es repartia de la següent manera: un 21,7% tenia menys de 18 anys, un 6,9% entre 18 i 24, un 28,4% entre 25 i 44, un 25,3% de 45 a 60 i un 17,7% 65 anys o més.
L'edat mediana era de 41 anys. Per cada 100 dones de 18 o més anys hi havia 86,7 homes.
La renda mediana per habitatge era de 36.467 $ i la renda mediana per família de 40.938 $. Els homes tenien una renda mediana de 29.219 $ mentre que les dones 21.675 $. La renda per capita de la població era de 16.875 $. Entorn del 9,3% de les famílies i el 10,7% de la població estaven per davall del llindar de pobresa.

## Poblacions més properes
El següent diagrama mostra les poblacions més properes.